# Leucadendron olens
Leucadendron olens är en tvåhjärtbladig växtart som beskrevs av I. Williams. Leucadendron olens ingår i släktet Leucadendron och familjen Proteaceae. Inga underarter finns listade i Catalogue of Life.